# John Lech
John Lech (auch Leek) († 10. August 1313) war ein englischer Geistlicher. Ab 1311 war er Erzbischof von Dublin.

## Herkunft und Aufstieg als Beamter und Geistlicher
John Lech stammte möglicherweise aus Yorkshire, wo er Grundbesitz besaß. Er wird erstmals 1307 als königlicher Beamter erwähnt. Da zu dieser Zeit das Erzbistum Dublin nach dem Tod von Erzbischof Richard of Ferings vakant war, konnte König Eduard II. über die Pfründen der Diözese verfügen. Am 12. September 1307 ernannte er Lech zum Präzentor der St Patrick’s Cathedral in Dublin. Zu dieser Zeit hielt Lech bereits eine Pfründe im schottischen Dunkeld. 1309 diente Lech als Almosenier des Königs.

## Vergeblicher Kampf um die Ernennung zum Bischof von Dunkeld
Als Bischof Matthew of Crambeth von Dunkeld 1309 starb, setzte Eduard II. seinen ganzen Einfluss bei der Kurie ein, damit Lech zum neuen Bischof der wichtigen schottischen Diözese ernannt wurde. Angeblich hätten der Dekan und das Kathedralkapitel von Dunkeld Lech bereits gewählt, und der König bat nun den Papst, die Wahl zu bestätigen, um so den Frieden und die englische Herrschaft in Schottland zu festigen. Am 14. Dezember 1309 beauftragte der König Lech, nach schottischer Gewohnheit die Gewänder, Bücher und das Messgeschirr des verstorbenen Bischofs zu übernehmen. Wenig später brach Lech offenbar nach Frankreich auf, um seine Ansprüche direkt bei der Kurie zu vertreten. In Dunkeld hatte es jedoch mit William Sinclair einen schottischen Gegenkandidaten gegen Lech gegeben. Angesichts der Erfolge der Schotten im Kampf gegen die englische Herrschaft konnte sich Lech trotz der Unterstützung des englischen Königs nicht gegen diesen schottischen Gegenkandidaten durchsetzen. Am 8. Februar 1312 stimmte der König in einem Brief an den Papst schließlich der Wahl von Sinclair zu. Damit Lech die Kosten für seinen Aufenthalt bei der Kurie bezahlen konnte, erlaubte ihm Papst Clemens V. am 21. Februar 1311, einen Kredit in Höhe von 800 Mark aufzunehmen.

## Erzbischof von Dublin

### Ernennung zum Erzbischof
In Dublin war es nach dem Tod von Erzbischof Fering Ende 1306 oder Anfang 1307 zu einer Doppelwahl zwischen den Kathedralkapiteln der beiden rivalisierenden Kathedralen gegeben. Das Kapitel der Holy Trinity Cathedral hatte Nicholas Butler, das Kapitel der St Patrick’s Cathedral hatte den königlichen Beamten Richard de Havering zum neuen Erzbischof gewählt. Der König wünschte sich Havering als Erzbischof und übergab diesem am 13. September 1307 die Temporalien des Erzbistums, dabei übertrug er zuvor das Amt des Präzentors an Lech. Havering nahm zwar die Einkünfte aus der Diözese an, machte aber keine Anstalten, sich zum Bischof weihen zu lassen. Im November 1310 lehnte er schließlich die Wahl ab, worauf im Frühjahr die beiden Kathedralkapitel von Dublin einstimmig den königlichen Beamten Alexander Bicknor zum neuen Erzbischof wählten. Der König hatte aber nun offenbar erkannt, dass gegen den schottischen Widerstand die Ernennung von John Lech zum Bischof von Dunkeld nicht gelingen würde. Daraufhin bat er den Papst, Lech zum neuen Erzbischof von Dublin zu ernennen. Dieser hatte trotz der Wahlen der Kathedralkapitel das Recht, einen neuen Erzbischof zu ernennen, da Havering nicht geweiht worden war. Der Papst folgte am 16. Mai 1311 dem Vorschlag des Königs. Am 18. Mai beauftragte er drei Kardinäle, Lech das Pallium zu übergeben, doch über die Bischofsweihe von Lech ist weiter nichts bekannt. Am 20. Juli 1311 wurden ihm die Temporalien der Diözese übergeben.

### Tätigkeit als Erzbischof
Bei der Hommage, die Lech dem König für die Güter der Diözese leisten musste, ließ er sich durch William de Birston vertreten. Als Erzbischof kam Lech nie nach Dublin. Wahrscheinlich blieb Lech in Frankreich, denn er gilt als Teilnehmer des Konzils von Vienne, das im Oktober 1311 durch den Papst eröffnet wurde. Offenbar kurz vor Abschluss des Konzils im Mai 1312 überreichte Lech dem Papst den von einer irischen Delegation überbrachten Vorschlag, in Dublin eine Universität zu gründen. Wenig später reiste er von Avignon nach England zurück. Am 1. Oktober 1312 ernannte er in London Walter Thornbury zu seinem Generalvikar und zu seinem Vertreter in Dublin während seiner Abwesenheit. Am 20. Mai 1313 ernannte der König Lech zum Schatzmeister von Irland, doch vermutlich brach Lech vor seinem Tod nicht mehr nach Irland auf. Wahrscheinlich wurde er in Westminster Abbey begraben. Nach dem Tod von Lech ordnete der König am 29. Oktober 1313 an, dass der Sheriff von Yorkshire die Besitzungen von Lech in York beschlagnahmen sollte, um die noch offenen Schulden von Lech gegenüber der Krone zu begleichen.